# Rivière... ouvre ton lit (chanson)
Singles de Johnny Hallyday
Je suis l'amour
(1969) Je suis né dans la rue
(1969)
Rivière... ouvre ton lit est une chanson de Johnny Hallyday, sortie en 1969. Sur des paroles de Gilles Thibaut et une musique de Mick Jones et Tommy Brown, elle est, avec Voyage au pays des vivants, l'un des titres les plus emblématiques du chanteur dans sa période psychédélique.

## La chanson
Blues désespéré, cette rivière dans laquelle on veut s'allonger est un suicide évoqué en allégorie sous la forme d'une chanson d'amour, un dernier lit où se mêlent la femme et le flot d'un chagrin dans lequel on veut se noyer :
«  Rivière ouvre ton lit

[...]

Tu sais je te connais tu es très belle tu es comme une femme

[...]

Tu es très douce mais sans cœur et sans âme

[...]

Je sais combien de fous dans leur douleur t'ont choisi pour maîtresse

Je sais combien d'amours avant le mien sont morts sans une messe

[...]

Ton lit tu l'ouvre à tous, non tu n'es rien qu'une fille de mauvaise vie

Ce soir je veux coucher entre tes bras peu m'importe le prix

[...]

Je veux descendre au fond de toi

[...]

Je veux te voir te noyer avec moi

[...]

Je veux toucher le fond de mon malheur

[...]

Rivière ouvre ton lit... »
(paroles Gilles Thibaut, extrait).

### Session d'enregistrement et personnels
Rivière... ouvre ton lit est enregistré à Londres à l'Olympic Sound Studio et à Paris au Studio des Dames.
- réalisation : Lee Hallyday
- direction : Mick Jones et Tommy Brown
- ingénieur du son : Glyn Johns, Paul Houbedine, Guy Salmon, Jean-Claude Charvier
- guitares : Mick Jones, Jean‑Pierre Azoulay
- guitare, orgue : Steve Marriott
- basse : Ronnie Lane
- batterie : Tommy Brown
- Claviers : Raymond Donnez

## Discographie
1969 :
- 10 mars : 45 tours Philips 370798 : Rivière... ouvre ton lit, Je te veux[1]
- 6 mai : 33 tours Philips 844971BY Rivière... ouvre ton lit[2]

Discographie live :
- 1969 : 33 tours Philips Que je t'aime (Palais des sports 1969)[3]
- 1969 : Johnny Live Port Barcarès 1969 (sortie posthume en 2020)
- 1970 : Johnny Hallyday live Cambrai 4 sept. 1970 (resté inédit jusqu'en 2022, sortie posthume)
- 2006 : album live Warner Flashback Tour : Palais des sports 2006[4],[5]

## Réception
Le titre s’écoule à plus de 100 000 exemplaires en France.

### Classements hebdomadaires
| Classement (1969)                       | Meilleure position |
| --------------------------------------- | ------------------ |
| France                                  | 6                  |
| Belgique (Wallonie Ultratop 50 Singles) | 23                 |

## Reprise
En 2022, Yarol Poupaud dans son album Fils de personne, reprend Rivière... ouvre ton lit.